# Municipio de Sugar Grove (condado de Warren)
El municipio de Sugar Grove (en inglés: Sugar Grove Township) es un municipio ubicado en el condado de Warren en el estado estadounidense de Pensilvania. En el año 2000 tenía una población de 1,870 habitantes y una densidad poblacional de 20 personas por km².

## Geografía
El municipio de Sugar Grove se encuentra ubicado en las coordenadas 41°53′00″N 79°19′59″O / 41.88333, -79.33306.

## Demografía
Según la Oficina del Censo en 2000 los ingresos medios por hogar en la localidad eran de $37,931 y los ingresos medios por familia eran $39,659. Los hombres tenían unos ingresos medios de $33,200 frente a los $22,188 para las mujeres. La renta per cápita para la localidad era de $13,963. Alrededor del 14,0% de la población estaban por debajo del umbral de pobreza.